# گروه ملی صنعتی فولاد ایران
گروه ملی صنعتی فولاد ایران (به انگلیسی: Iran National Steel Industrial Group) نخستین کارخانه نورد فولاد ایران در اهواز از ۱۳۴۲ است که گونه‌های میل‌گرد ساده، میل‌گرد آجدار و نبشی ،تیرآهن  و لوله های بدون درز تولید می‌کند.
خطوط تولیدی با نصب تجهیزات و مونتاژ ماشین‌آلات با ظرفیت سالیانه ۶۵ هزار تن در سال ۱۳۴۶ راه‌اندازی و به تدریج سایر کارگاه‌ها و فرایندها به آن افزوده شد. پس از انقلاب ۱۳۵۷ این مجموعه صنعتی به نام گروه ملی صنعتی فولاد ایران تغییر پیدا کرد. این شرکت با ظرفیت سالیانه ۱٬۴۳۵٬۰۰۰ تن فرآورده‌های فولادی و ۴۳۰٬۰۰۰ تن شمش فولادی بخش عمده‌ای از نیازهای کشور را تأمین می‌کند و از صادرکنندگان مهم محصولات فولادی است.
کارخانه‌های مجموعهٔ گروه ملی شامل کارخانه فولادسازی، کارخانه نورد تیرآهن، کارخانه نورد کوثر، کارخانه لوله‌سازی، کارخانه ماشین‌سازی، کارخانه صنایع فلزی، کارخانه‌های نورد میلگرد و مفتول می‌باشد.